# A Miami Vice epizódjainak listája
Ez a lap a Miami Vice című sorozat epizódjait mutatja be.

## Évados áttekintés
| Évad | Évad | Epizódok | Eredeti sugárzás     | Eredeti sugárzás | Eredeti adó |
| Évad | Évad | Epizódok | Évadpremier          | Évadfinálé       | Eredeti adó |
| ---- | ---- | -------- | -------------------- | ---------------- | ----------- |
|      | 1    | 23       | 1984. szeptember 16. | 1985. május 10.  | NBC         |
|      | 2    | 23       | 1985. szeptember 27. | 1986. május 9.   | NBC         |
|      | 3    | 24       | 1986. szeptember 26. | 1987. május 8.   | NBC         |
|      | 4    | 22       | 1987. szeptember 25. | 1988. május 6.   | NBC         |
|      | 5    | 22       | 1988. november 4.    | 1990. január 25. | NBC         |

## 1. évad (1984-1985)
| Sor. | Év. | Cím                                                                  | Rendező              | Író                                                                                  | Premier              |
| ---- | --- | -------------------------------------------------------------------- | -------------------- | ------------------------------------------------------------------------------------ | -------------------- |
| 1.   | 1.  | Az új társ, 1. rész (Brother's Keeper Part 1)                        | Thomas Carter        | Anthony Yerkovich                                                                    | 1984. szeptember 16. |
| 2.   | 2.  | Az új társ, 2. rész (Brother's Keeper Part 2)                        | Thomas Carter        | Anthony Yerkovich                                                                    | 1984. szeptember 16. |
| 3.   | 3.  | A sötétség mélyén (Heart of Darkness)                                | John Llewellyn Moxey | A.J. Edison                                                                          | 1984. szeptember 28. |
| 4.   | 4.  | Hidegvérrel (Cool Runnin)                                            | Lee H. Katzin        | Joel Surnow                                                                          | 1984. október 5.     |
| 5.   | 5.  | A halállista 1. rész (Calderone's Return: The Hit List Part 1)       | Richard Colla        | Joel Surnow                                                                          | 1984. október 19.    |
| 6.   | 6.  | A halállista 2. rész (Calderone's Return: Calderone's Demise Part 2) | Paul Michael Glaser  | Joel Surnow & Alfonse Ruggiero Jr.                                                   | 1984. október 26.    |
| 7.   | 7.  | Beugratás (One Eyed Jack)                                            | Lee H. Katzin        | Alfonse Ruggiero Jr.                                                                 | 1984. november 2.    |
| 8.   | 8.  | Nincs kiút (No Exit)                                                 | David Soul           | Történet: Charles R. Leinenweber Tévéjáték: Maurice Hurley                           | 1984. november 9.    |
| 9.   | 9.  | A kihívás (The Great McCarthy)                                       | Georg Stanford Brown | Philip Reed & Joel Surnow                                                            | 1984. november 16.   |
| 10.  | 10. | Mocsárlakók (Glades)                                                 | Stan Lathan          | Rex Weiner & Allan Weisberger                                                        | 1984. november 30.   |
| 11.  | 11. | Valamit valamiért (Give a Little, Take a Little)                     | Bobby Roth           | Chuck Adamson                                                                        | 1984. december 7.    |
| 12.  | 12. | A kis herceg (Little Prince)                                         | Alan J. Levi         | Történet: Joel Surnow & Wendy Cozen Tévéjáték: A.J. Edison                           | 1984. december 14.   |
| 13.  | 13. | Drogfutárok (Milk Run)                                               | John Nicolella       | Allison Hock                                                                         | 1985. január 4.      |
| 14.  | 14. | Az arany háromszög 1. rész (Golden Triangle Part 1)                  | Georg Stanford Brown | Történet: Joseph Gunn Tévéjáték: Joseph Gunn & Maurice Hurley                        | 1985. január 11.     |
| 15.  | 15. | Az arany háromszög 2. rész (Golden Triangle Part 2)                  | David Anspaugh       | Maurice Hurley & Michael Mann                                                        | 1985. január 18.     |
| 16.  | 16. | Kolumbiai kiruccanás (Smuggler's Blues)                              | Paul Michael Glaser  | Miguel Piñero                                                                        | 1985. február 1.     |
| 17.  | 17. | Útvesztő (Rites of Passage)                                          | David Anspaugh       | Daniel Pyne                                                                          | 1985. február 8.     |
| 18.  | 18. | Túszdráma (The Maze)                                                 | Tim Zinnemann        | Michael Eric Stein                                                                   | 1985. február 22.    |
| 19.  | 19. | Nyerő páros (Made for Each Other)                                    | Rob Cohen            | Történet: Allan Weisbecker & Joel Surnow Tévéjáték: Allan Weisbecker & Dennis Cooper | 1985. március 8.     |
| 20.  | 20. | A bűnbanda (The Home Invaders)                                       | Abel Ferrara         | Chuck Adamson                                                                        | 1985. március 15.    |
| 21.  | 21. | Senki nem él örökké (Nobody Lives Forever)                           | Jim Johnston         | Edward DiLorenzo                                                                     | 1985. március 29.    |
| 22.  | 22. | Feltépett sebek (Evan)                                               | Rob Cohen            | Paul Diamond                                                                         | 1985. május 3.       |
| 23.  | 23. | A bűnöző is ember (Lombard)                                          | John Nicolella       | Történet: Joel Surnow Tévéjáték: David Assael                                        | 1985. május 10.      |

## 2. évad (1985-1986)
| Sor. | Év. | Cím                                             | Rendező             | Író                                                                                                  | Premier              |
| ---- | --- | ----------------------------------------------- | ------------------- | --- | -------------------- |
| 24.  | 1.  | A tékozló fiú 1. rész (The Prodigal Son Part 1) | Paul Michael Glaser | Daniel Pyne                                                                                          | 1985. szeptember 27. |
| 25.  | 2.  | A tékozló fiú 2. rész (The Prodigal Son Part 2) | Paul Michael Glaser | Daniel Pyne                                                                                          | 1985. szeptember 27. |
| 26.  | 3.  | Jó zsaruk, rossz zsaruk (Whatever Works)        | John Nicolella      | Maurice Hurley                                                                                       | 1985. október 4.     |
| 27.  | 4.  | Hatodik érzék (Out Where the Buses Don't Run)   | Jim Johnston        | Történet: Joel Surnow & Douglas Lloyd MacIntosh Tévéjáték: Douglas Lloyd MacIntosh & John Mankiewicz | 1985. október 18.    |
| 28.  | 5.  | Jogos önvédelem (The Dutch Oven)                | Abel Ferrara        | Maurice Hurley                                                                                       | 1985. október 25.    |
| 29.  | 6.  | Haverok (Buddies)                               | Harry Mastrogeorge  | Frank Military                                                                                       | 1985. november 1.    |
| 30.  | 7.  | Keserű igazság (Junk Love)                      | Michael O'Herlihy   | Julia Cameron                                                                                        | 1985. november 8.    |
| 31.  | 8.  | Szemfényvesztés (Tale of the Goat)              | Michael O'Herlihy   | Jim Trombetta                                                                                        | 1985. november 15.   |
| 32.  | 9.  | Szamurájkard (Bushido)                          | Edward James Olmos  | John Leekley                                                                                         | 1985. november 22.   |
| 33.  | 10. | Mindennek ára van (Bought and Paid For)         | John Nicolella      | Marvin Kupfer                                                                                        | 1985. november 29.   |
| 34.  | 11. | Háborús emlék (Back in the World)               | Don Johnson         | Terry McDonnell                                                                                      | 1985. december 6.    |
| 35.  | 12. | A szélhámos (Phil the Shill)                    | John Nicolella      | Paul Diamond                                                                                         | 1985. december 13.   |
| 36.  | 13. | Veszedelmes viszonyok (Definitely Miami)        | Rob Cohen           | Michael Ahnemann & Daniel Pyne                                                                       | 1986. január 10.     |
| 37.  | 14. | Aki utoljára nevet (Yankee Dollar)              | Aaron Lipstadt      | Daniel Pyne & John Mankiewicz                                                                        | 1986. január 17.     |
| 38.  | 15. | Nincs visszaút (One Way Ticket)                 | Craig Bolotin       | Craig Bolotin                                                                                        | 1986. január 24.     |
| 39.  | 16. | Őrülten veszélyes (Little Miss Dangerous)       | Leon Ichaso         | Frank Military                                                                                       | 1986. január 31.     |
| 40.  | 17. | Száguldó végzet (Florence Italy)                | John Nicolella      | Wilton Crawley                                                                                       | 1986. február 14.    |
| 41.  | 18. | Dupla csavar (French Twist)                     | David Jackson       | Történet: Michael Hoggan & Jaron Summers Tévéjáték: Jaron Summers                                    | 1986. február 21.    |
| 42.  | 19. | Játékszenvedély (The Fix)                       | Dick Miller         | Chuck Adamson                                                                                        | 1986. március 7.     |
| 43.  | 20. | A bosszú (Payback)                              | Aaron Lipstadt      | Robert Crais                                                                                         | 1986. március 14.    |
| 44.  | 21. | A merénylet (Free Verse)                        | John Nicolella      | Történet: Shel Willens & Jim Trombetta Tévéjáték: Jim Trombetta                                      | 1986. április 4.     |
| 45.  | 22. | Modern kalózok (Trust Fund Pirates)             | Jim Johnston        | Daniel Pyne                                                                                          | 1986. május 2.       |
| 46.  | 23. | Egy arc a múltból (Sons and Lovers)             | John Nicolella      | Dennis Cooper                                                                                        | 1986. május 9.       |

## 3. évad (1986-1987)
| Sor. | Év. | Cím                                                | Rendező            | Író                                                                            | Premier              |
| ---- | --- | -------------------------------------------------- | ------------------ | ------------------------------------------------------------------------------ | -------------------- |
| 47.  | 1.  | Terrorakció (When Irish Eyes Are Crying)           | Mario Di Leo       | Történet: John Leekley Tévéjáték: Dick Wolf & John Leekley                     | 1986. szeptember 26. |
| 48.  | 2.  | Egy riporter halála (Stone's War)                  | David Jackson      | David Jackson                                                                  | 1986. október 3.     |
| 49.  | 3.  | Gyilkos labda (Killshot)                           | Leon Ichaso        | Történet: Marvin Kupfer & Leon Ichaso & Manuel Arce Tévéjáték: Marvin Kupfer   | 1986. október 10.    |
| 50.  | 4.  | A remete (Walk-Alone)                              | David Jackson      | W.K. Scott Meyer                                                               | 1986. október 17.    |
| 51.  | 5.  | A cél szentesíti az eszközt (The Good Collar)      | Mario Di Leo       | Dennis Cooper                                                                  | 1986. október 24.    |
| 52.  | 6.  | Árnyék az éjszakában (Shadow in the Dark)          | Christopher Crowe  | Chuck Adamson                                                                  | 1986. október 31.    |
| 53.  | 7.  | Egy élő legenda (El Viejo)                         | Aaron Lipstadt     | Alan Moskowitz                                                                 | 1986. november 7.    |
| 54.  | 8.  | Tiszta anyag (Better Living Through Chemistry)     | Leon Ichaso        | Történet: Ken Edwards & Harold Rosenthal Tévéjáték: Dick Wolf & Michael Duggan | 1986. november 14.   |
| 55.  | 9.  | Gyermekkereskedők (Baby Blues)                     | Daniel Attias      | Történet: Dick Wolf & Michael Duggan Tévéjáték: Michael Duggan                 | 1986. november 21.   |
| 56.  | 10. | Az utca törvénye (Streetwise)                      | Fred Walton        | Dennis Cooper                                                                  | 1986. december 5.    |
| 57.  | 11. | A halálraítélt (Forgive Us Our Debts)              | Jan Eliasberg      | Gustave Reininger                                                              | 1986. december 12.   |
| 58.  | 12. | Leszámolás 1. rész (Down for the Count: Part 1)    | Richard Compton    | Történet: Dick Wolf Tévéjáték: Dick Wolf & John Schulian                       | 1987. január 9.      |
| 59.  | 13. | Leszámolás 2. rész (Down for the Count: Part 2)    | Richard Compton    | Történet: Dick Wolf Tévéjáték: Dick Wolf & John Schulian                       | 1987. január 16.     |
| 60.  | 14. | Kényszerhelyzet (Cuba Libre)                       | Virgil W. Vogel    | Eric Estrin & Michael Berlin                                                   | 1987. január 23.     |
| 61.  | 15. | Vietnámi emlék (Duty and Honor)                    | John Nicolella     | Marvin Kupfer                                                                  | 1987. február 6.     |
| 62.  | 16. | Függőség (Theresa)                                 | Virgil W. Vogel    | Pamela Norris                                                                  | 1987. február 13.    |
| 63.  | 17. | Csapda a paradicsomban (The Afternoon Plane)       | David Jackson      | David Jackson                                                                  | 1987. február 20.    |
| 64.  | 18. | Dupla haszon (Lend Me an Ear)                      | James Quinn        | Történet: Dick Wolf Tévéjáték: Michael Duggan                                  | 1987. február 27.    |
| 65.  | 19. | Az áruló (Red Tape)                                | Gabrielle Beaumont | Történet: Dennis Cooper Tévéjáték: Jonathan Polansky                           | 1987. március 13.    |
| 66.  | 20. | Keserű csalódás (By Hooker By Crook)               | Don Johnson        | Történet: Dick Wolf Tévéjáték: John Schulian                                   | 1987. március 20.    |
| 67.  | 21. | Drogkommandó (Knock Knock...Who's There?)          | Tony Wharmby       | Történet: Dick Wolf Tévéjáték: John Schulian                                   | 1987. március 27.    |
| 68.  | 22. | Vad motorosok (Viking Bikers From Hell)            | James Quinn        | Történet: Walter Kurtz Tévéjáték: Dick Wolf & Michael Duggan                   | 1987. április 3.     |
| 69.  | 23. | Színház az egész világ (Everybody's in Showbiz...) | Richard Compton    | Történet: Reinaldo Povod & Dennis Cooper Tévéjáték: David Burke                | 1987. május 1.       |
| 70.  | 24. | Bűnös múlt (Heroes of the Revolution)              | Gabrielle Beaumont | Történet: Dick Wolf Tévéjáték: John Schulian                                   | 1987. május 8.       |

## 4. évad (1987-1988)
| Sor. | Év. | Cím                                              | Rendező         | Író | Premier              |
| ---- | --- | ------------------------------------------------ | --------------- | --- | -------------------- |
| 71.  | 1.  | Forró nyomon (Contempt of Court)                 | Jan Eliasberg   | Peter McCabe | 1987. szeptember 25. |
| 72.  | 2.  | Küldd a pénzt és ámen! (Amen... Send Money)      | James J. Quinn  | John Schulian | 1987. október 2.     |
| 73.  | 3.  | Gyilkos játékok (Death and the Lady)             | Colin Bucksey   | David Black | 1987. október 16.    |
| 74.  | 4.  | Egy popsztár halála (The Big Thaw)               | Richard Compton | Joseph DeBlasi | 1987. október 23.    |
| 75.  | 5.  | Végzetes hiba (Child's Play)                     | Vern Gillum     | Történet: Priscilla Turner Tévéjáték: Michael Piller                                                                      | 1987. október 30.    |
| 76.  | 6.  | Megölni egy papot (God's Work)                   | Jan Eliasberg   | Edward Tivnan | 1987. november 6.    |
| 77.  | 7.  | Nulladik típusú találkozások (Missing Hours)     | Ate de Jong     | Thomas M. Disch | 1987. november 13.   |
| 78.  | 8.  | Viharos szerelem (Like a Hurricane)              | Colin Bucksey   | Robert Palm | 1987. november 20.   |
| 79.  | 9.  | Jakuzák (The Rising Sun of Death)                | Leon Ichaso     | Peter Lance | 1987. december 4.    |
| 80.  | 10. | Szerelem első látásra (Love at First Sight)      | Don Johnson     | Peter McCabe | 1988. január 15.     |
| 81.  | 11. | Átverés (A Rock and a Hard Place)                | Colin Bucksey   | Történet: Dick Wolf Tévéjáték: Robert Palm                                                                                | 1988. január 22.     |
| 82.  | 12. | Szélhámosok (The Cows of October)                | Vern Gillum     | Ed Zuckerman | 1988. február 5.     |
| 83.  | 13. | A zsaroló (Vote of Confidence)                   | Randy Roberts   | John Schulian | 1988. február 12.    |
| 84.  | 14. | Diplomáciai mentesség (Baseballs of Death)       | Bill Duke       | Peter Lance | 1988. február 19.    |
| 85.  | 15. | Hadiösvényen (Indian Wars)                       | Leon Ichaso     | Történet: Frank Coffey & Carl Waldman Tévéjáték: Michael Duggan & Peter Lance & Robert Palm & Carl Waldman & Frank Coffey | 1988. február 26.    |
| 86.  | 16. | Betyárbecsület (Honor Among Thieves?)            | Jim Johnston    | Jack Richardson | 1988. március 4.     |
| 87.  | 17. | Lidércnyomás (Hell Hath No Fury)                 | Virgil W. Vogel | Történet: David Black Tévéjáték: Michael Duggan                                                                           | 1988. március 11.    |
| 88.  | 18. | Pandúrból rabló (Badge of Dishonor)              | Richard Compton | Történet: Dick Wolf Tévéjáték: Michael Duggan & Peter Lance                                                               | 1988. március 18.    |
| 89.  | 19. | A pokol tornácán (Blood & Roses)                 | George Mendeluk | Történet: Dick Wolf Tévéjáték: Robert Palm                                                                                | 1988. április 1.     |
| 90.  | 20. | A halál küszöbén (A Bullet for Crockett)         | Donald L. Gold  | Történet: Dick Wolf Tévéjáték: Peter Lance & Michael Duggan                                                               | 1988. április 15.    |
| 91.  | 21. | Szabadíts meg a gonosztól (Deliver Us From Evil) | George Mendeluk | Történet: Dick Wolf Tévéjáték: David Black & Michael Duggan & Robert Palm                                                 | 1988. április 29.    |
| 92.  | 22. | Tükörkép (Mirror Image)                          | Richard Compton | Történet: Nelson Oramas & Daniel Sackheim Tévéjáték: Robert Palm & Daniel Sackheim                                        | 1988. május 6.       |

## 5. évad (1988-1990)
| Sor. | Év. | Cím                                         | Rendező           | Író                                                                                         | Premier            |
| ---- | --- | ------------------------------------------- | ----------------- | ------------------------------------------------------------------------------------------- | ------------------ |
| 93.  | 1.  | Hatalomátvétel (Hostile Takeover)           | Don Johnson       | Ken Solarz                                                                                  | 1988. november 4.  |
| 94.  | 2.  | Véres visszatérés (Redemption in Blood)     | Paul Krasny       | Történet: Robert Ward Tévéjáték: Scott Shepherd & Ken Solarz                                | 1988. november 11. |
| 95.  | 3.  | Sötét ügylet (Heart of Night)               | Paul Krasny       | James Becket                                                                                | 1988. november 18. |
| 96.  | 4.  | Rosszkor, rossz helyen (Bad Timing)         | Virgil W. Vogel   | Scott Shepherd                                                                              | 1988. december 2.  |
| 97.  | 5.  | Balszerencse (Borrasca)                     | Vern Gillum       | Elvis Cole & Vladislavo Stepankutza                                                         | 1988. december 9.  |
| 98.  | 6.  | Tűzvonalban (Line of Fire)                  | Richard Compton   | Raymond Hartung                                                                             | 1988. december 16. |
| 99.  | 7.  | A kínzás mestere (Asian Cut)                | James Contner     | Történet: Robert Ward Tévéjáték: Peter McCabe                                               | 1989. január 13.   |
| 100. | 8.  | Bukmékerek (Hard Knocks)                    | Vern Gillum       | Történet: Scott Shepherd & Ken Solarz & Robert Ward Tévéjáték: Ken Solarz                   | 1989. január 20.   |
| 101. | 9.  | Szemet szemért (Fruit of the Poison Tree)   | Michelle Manning  | Rob Bragin                                                                                  | 1989. február 3.   |
| 102. | 10. | Családi viszály (To Have and to Hold)       | Eugene Corr       | William Conway                                                                              | 1989. február 10.  |
| 103. | 11. | Tőrbe csalva (Miami Squeeze)                | Michelle Manning  | Történet: Ted Mann & Peter McCabe & Robert Ward Tévéjáték: Ted Mann & Peter McCabe          | 1989. február 17.  |
| 104. | 12. | Minden lében kanál (Jack of All Trades)     | Vern Gillum       | Történet: Robert Ward Tévéjáték: Ken Solarz                                                 | 1989. március 3.   |
| 105. | 13. | A börtönsziget (The Cell Within)            | Michael B. Hoggan | Jack Richardson                                                                             | 1989. március 10.  |
| 106. | 14. | Műkincsek nyomában (The Lost Madonna)       | Chip Chalmers     | Robert Goethals                                                                             | 1989. március 17.  |
| 107. | 15. | Törvényen kívül (Over the Line)             | Russ Mayberry     | Történet: Robert Ward & Scott Shepherd Tévéjáték: Terry McDonell                            | 1989. április 28.  |
| 108. | 16. | Az utolsó tanu (Victims of Circumstance)    | Colin Bucksey     | Richard Lourie                                                                              | 1989. május 5.     |
| 109. | 17. | Alma a fájától (World of Trouble)           | Alan Myerson      | Raymond Hartung                                                                             | 1989. június 14.   |
| 110. | 18. | Egy bolond százat csinál (Miracle Man)      | Alan Myerson      | Történet: Gillian Horvath & Robert Ward Tévéjáték: Rob Bragin                               | 1989. június 21.   |
| 111. | 19. | Kísérleti egerek (Leap of Faith)            | Robert Iscove     | Robert Ward                                                                                 | 1989. június 28.   |
| 112. | 20. | Gyilkos kábulat (Too Much, Too Late)        | Richard Compton   | Történet: John A. Connor Tévéjáték: Jack Richardson                                         | 1990. január 25.   |
| 113. | 21. | Az utolsó bevetés 1. rész (Freefall Part 1) | Russ Mayberry     | Történet: Frank Holman & Scott Shepherd & Ken Solarz Tévéjáték: William Conway & Ken Solarz | 1989. május 21.    |
| 114. | 22. | Az utolsó bevetés 2. rész (Freefall Part 2) | Russ Mayberry     | Történet: Frank Holman & Scott Shepherd & Ken Solarz Tévéjáték: William Conway & Ken Solarz | 1989. május 21.    |